# المجمع المغلق 1799-1800
المجمع المغلق 1799-1800 هو المجمع الموكول بانتخاب بابا الكنيسة الكاثوليكية الجديد بعد استقالة البابا. انعقد مجمع الكرادلة لانتخاب البابا الجديد بدءًا من
1 ديسمبر 1799 وانتهى في 14 مارس 1800. انتُخبَ بيوس السابع ليكون البابا الجديد للكنيسة.
عُقدَ المجمع في الدولة البابوية في 1800.